# Břevnovský hřbitov
Břevnovský hřbitov leží v blízkosti Břevnovského kláštera v Praze 6 mezi ulicemi U Větrníku a U Vojtěšky, ze které je přístupný dvěma vchody. Byl založen roku 1739, původně sloužil jako pohřebiště řeholníků z přilehlého kláštera. Během 19. století (1869 a 1881) byl dvakrát rozšířen a jeho severovýchodní ohradní zeď posunuta dále od kláštera (za zdí je klášterní zahrada). Je zde pohřbeno několik desítek významných osobností.
Břevnovský hřbitov spravuje příspěvková organizace Hřbitovy a pohřební služby hl. m. Prahy, Hřbitovní správa Malvazinky a Bubeneč.

## Architektura
V horní části hřbitova vedle brány vedoucí do klášterní zahrady stojí kaple Panny Marie a svatého Lazara z roku 1762, postavená podle návrhu Anselma Luraga, uvnitř s malbami Posledního soudu a vzkříšení Lazara. Tato původně malá stavba byla v roce 1778 rozšířena.
Dále jsou součástí hřbitova márnice z poloviny 19. století, vstupní kancelářský domek a pohřebiště benediktinů s pískovcovou sochou sv. Prokopa z roku 1743, jejímž autorem je Karel Josef Hiernle. U západní zdi je bývalá hrobka Johanna Sametze v podobě novogotické kaple: založil ji JUDr. Johann Sametz (1828–1893), zemský advokát a akcionář Smíchovského pivovaru; po roce 1950 zrušena a vyprázdněna, nyní v havarijním stavu.

## Osobnosti a náhrobky
Na břevnovském hřbitově jsou pohřbeni například (v abecedním pořadí):
- Václav Bogner (1911–1988), překladatel Bible, hrob D 23 11[2]
- Klement Borový (1838–1897), teolog a svatovítský kanovník
- Sigismund Bouška (1867–1942), benediktin Břevnovského kláštera, básník
- Jaroslav Cuhra (1904–1974), architekt, křesťanský politik, odbojář a politický vězeň
- Ivan Diviš (1924–1999), básník a spisovatel; autor náhrobku Jan Koblasa
- Karel Fiala (1862–1939), architekt Pražského hradu
- Alfred Fuchs (1892–1941), spisovatel a novinář
- Petr Faster (1801–1868), hostinský, vlastenec a organizátor kulturního života
- Aleš Havlíček (1956–2015), filozof
- František Hudeček (1909–1990), grafik, ilustrátor a malíř, člen Skupiny 42
- Huynové
- Vojtěch Jarník (1897–1970), matematik, hrob F 238
- Petr Kabeš (1941–2005), básník a spisovatel
- Kapucíni z Lorety na Hradčanech (Ezechiel Kindermann, Zachariáš Tuček, Robert Viktorin)
- Johannes Kinský (1964–2008)
- Rudolf Maria rytíř Klar (1845–1898), jeho bratr Karel Klar (1839–1893), jejich matka Karolína Klarová, rozená Wratislavová z Mitrovic (1816–1895), snad je zde pohřben i její manžel Pavel Alois Klar (1801–1860), stavebník Klarova ústavu slepců; na náhrobku ale není jeho jméno;[2] hrob C 19 20/21
- Josef Krása (1933-1985), historik umění
- Karel Kryl (1944–1994), písničkář, hrob C 18 51
- Josef Kolář (1927–2018), člen a koncertní mistr orchestru pražských symfoniků (FOK)
- Zdenko Lobkowitz (1858–1933), generál, pobočník císaře Karla I.
- Jan Lopatka (1940–1993), literární kritik, redaktor a editor, signatář Charty 77
- Ivan Medek (1925–2010), novinář, muzikolog a hudební publicista
- Jan Merell (1904–1986) teolog a pedagog
- Ivan Moravec (1930–2015), český klavírista
- František Nušl (1867–1951), astronom; náhrobek Jan Sokol
- Jan Anastáz Opasek (1913–1999), arciopat Břevnovského kláštera (v jihovýchodním cípu hřbitova, kde jsou pochováni i další břevnovští benediktini)
- Jaroslav Putík (1923–2013), spisovatel
- Jan Patočka (1907–1977), filosof, hrob C 16 10; návrh Jan Sokol
- preláti pražské metropolitní kapituly
- Otto Rothmayer (1892–1966), architekt
- Schönbornové František (1899–1984); Karel Josef (1892–1915); Vojtěch Josef (1854–1924); Adelaida Schönbornová, rozená princezna Löwensteinová (1865–1941); Marie Benedikta Kinská, roz. Schönbornová (1896–1957)
- Aloys Skoumal (1904–1988) a Hana Skoumalová (1903–1999), překladatelé, hrob C 18 49
- Jan Sokol (1904–1987), architekt, hrob C 18 8
- Jan Sokol (1936–2021), filozof a pedagog, hrob C 18 8
- Školské sestry františkánky – hrobka v beuronském stylu
- Karel Šiktanc (1928–2021), básník, autor pohádek pro děti, textař, scenárista, novinář a překladatel
- Vítězslav Šmejc (1905–1982), spisovatel, hrob D-11, 31 uh
- František Tichý (1896–1961), malíř a grafik, hrob F 171 uh
- Josef Topol (1935–2015), básník a dramatik
- Vít Urban (1943–2002), hispanista a překladatel
- Jiří Valenta (1936–1991), malíř, grafik a fotograf
- Miroslav Venhoda (1915–1987), hudební skladatel a teoretik, dirigent Pražských madrigalistů, interpret renesanční a barokní hudby

## V beletrii
- Břevnovskému hřbitovu jako místu, kde pracoval, se podrobně věnuje Petr Motýl v románu Šatna a klášter.[3]

## Galerie

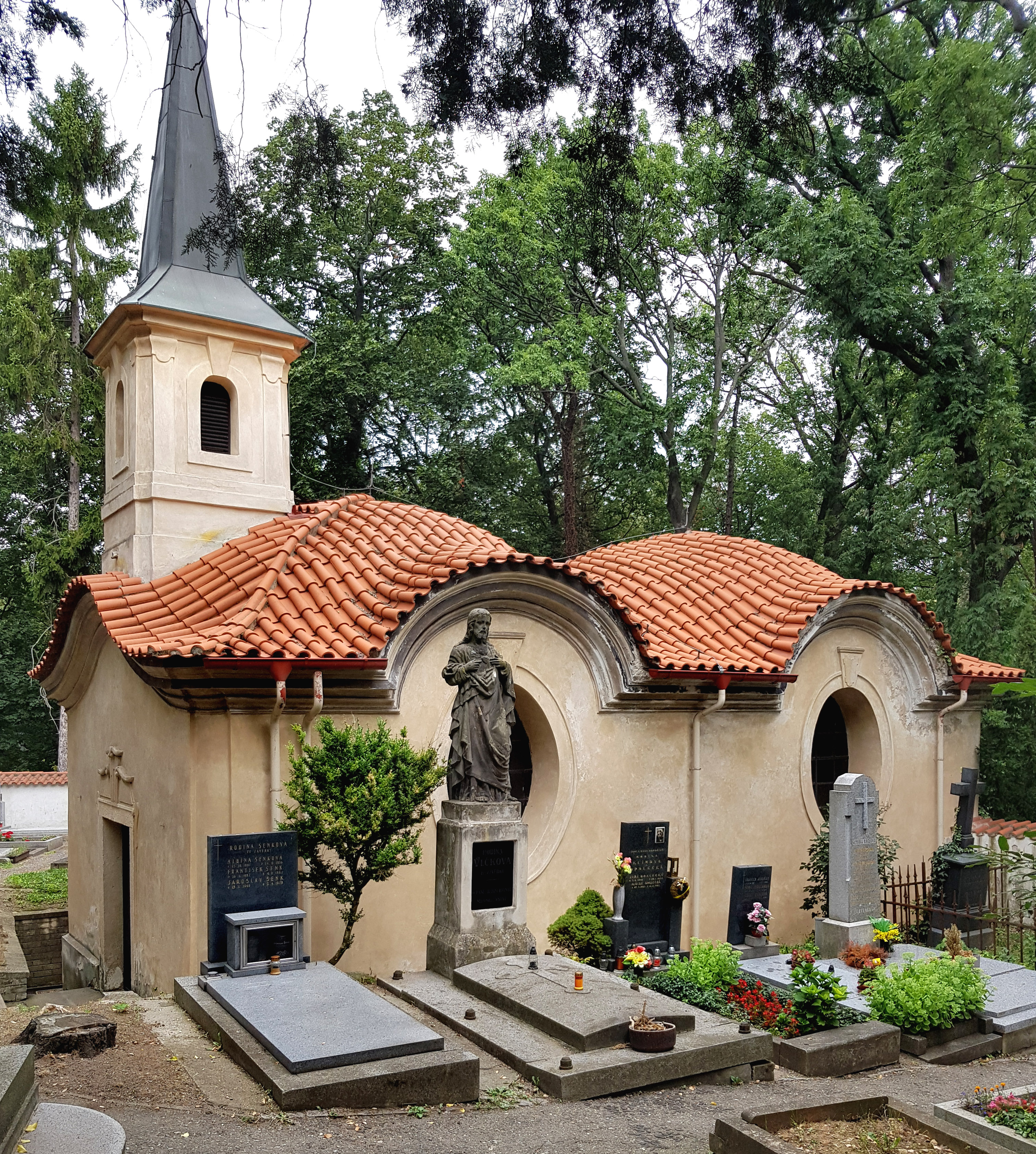
Kaple sv. Lazara
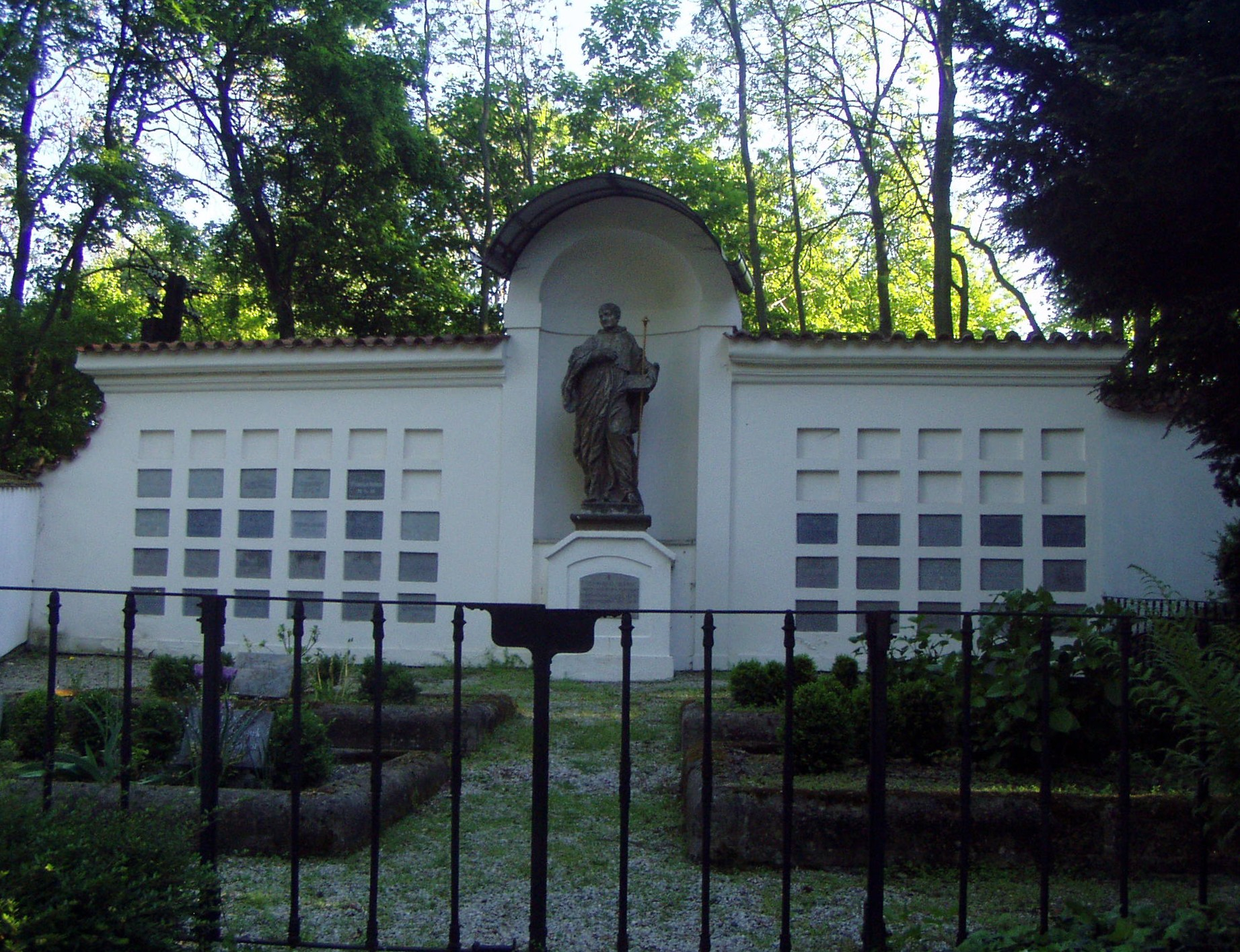
Pohřebiště benediktinů
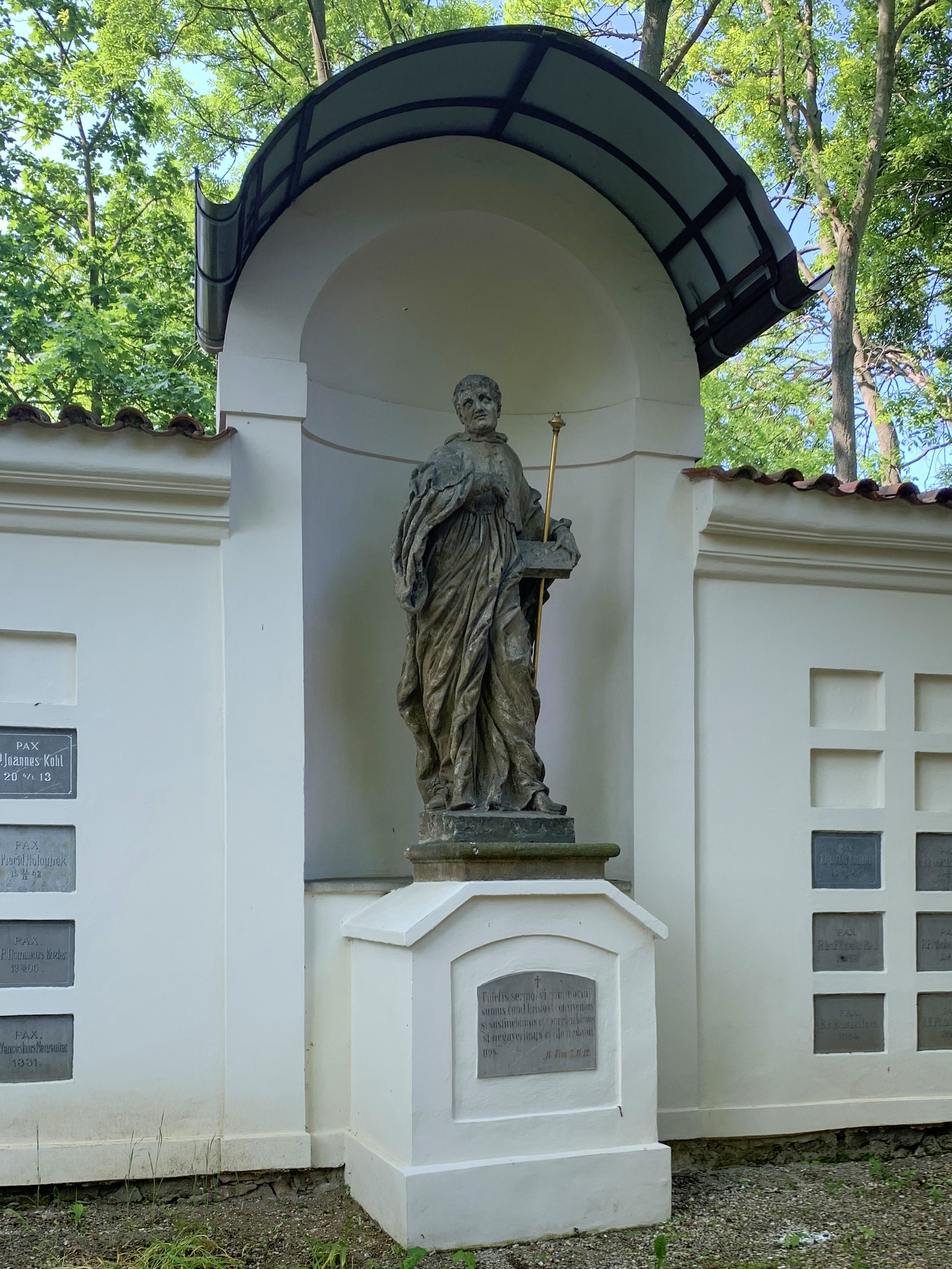
Socha sv. Prokopa
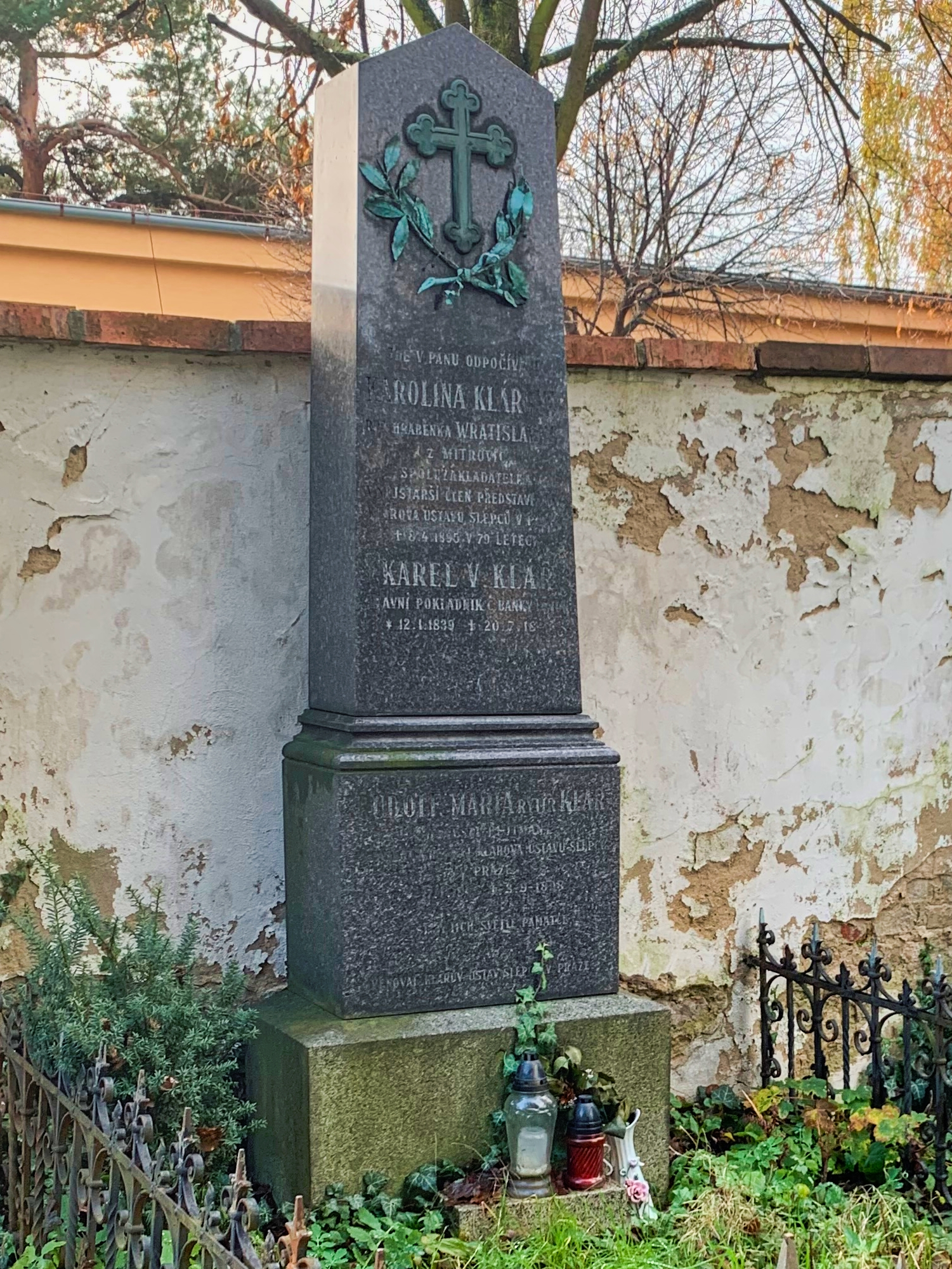
Novodobý náhrobek rodiny Klarů
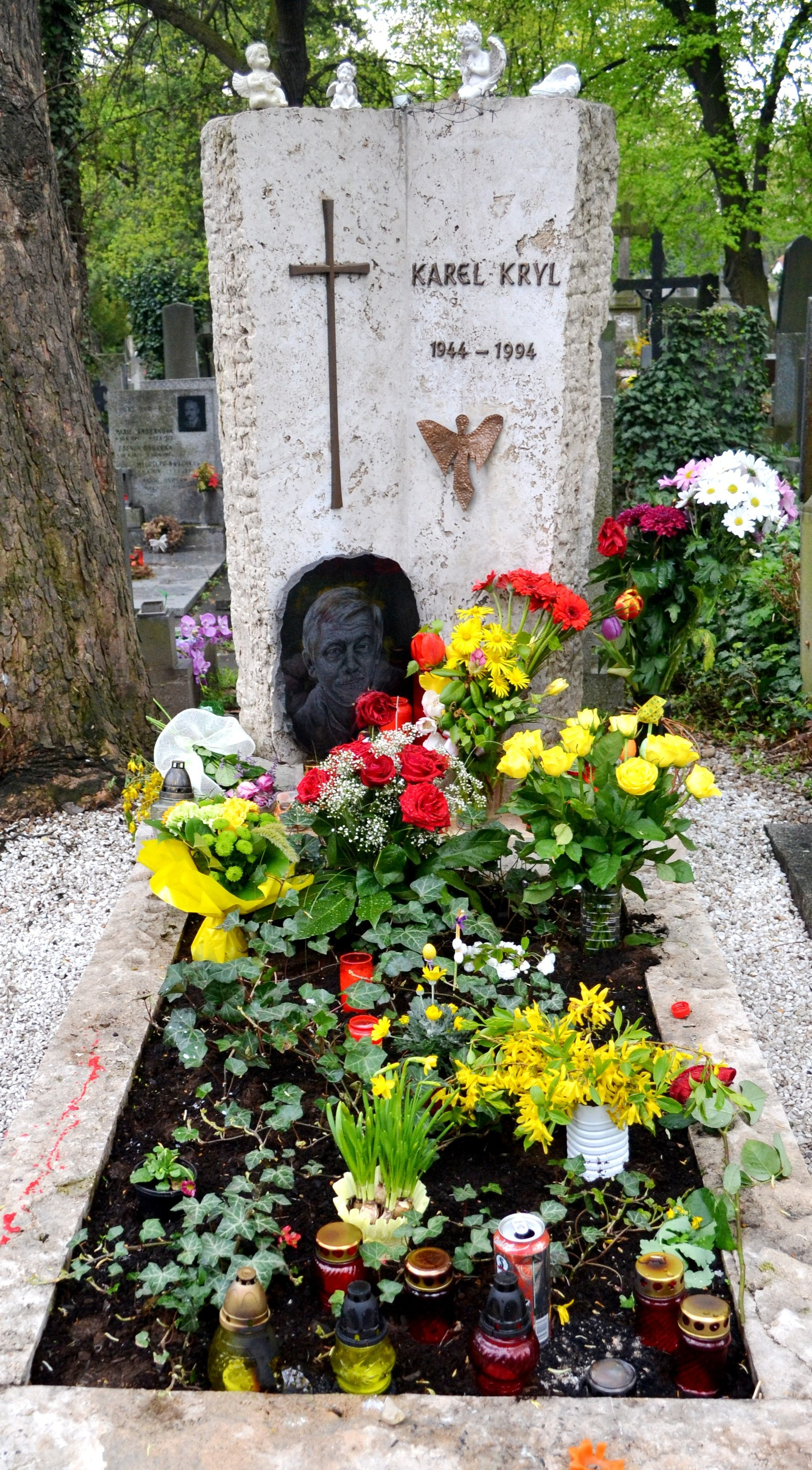
Hrob Karla Kryla
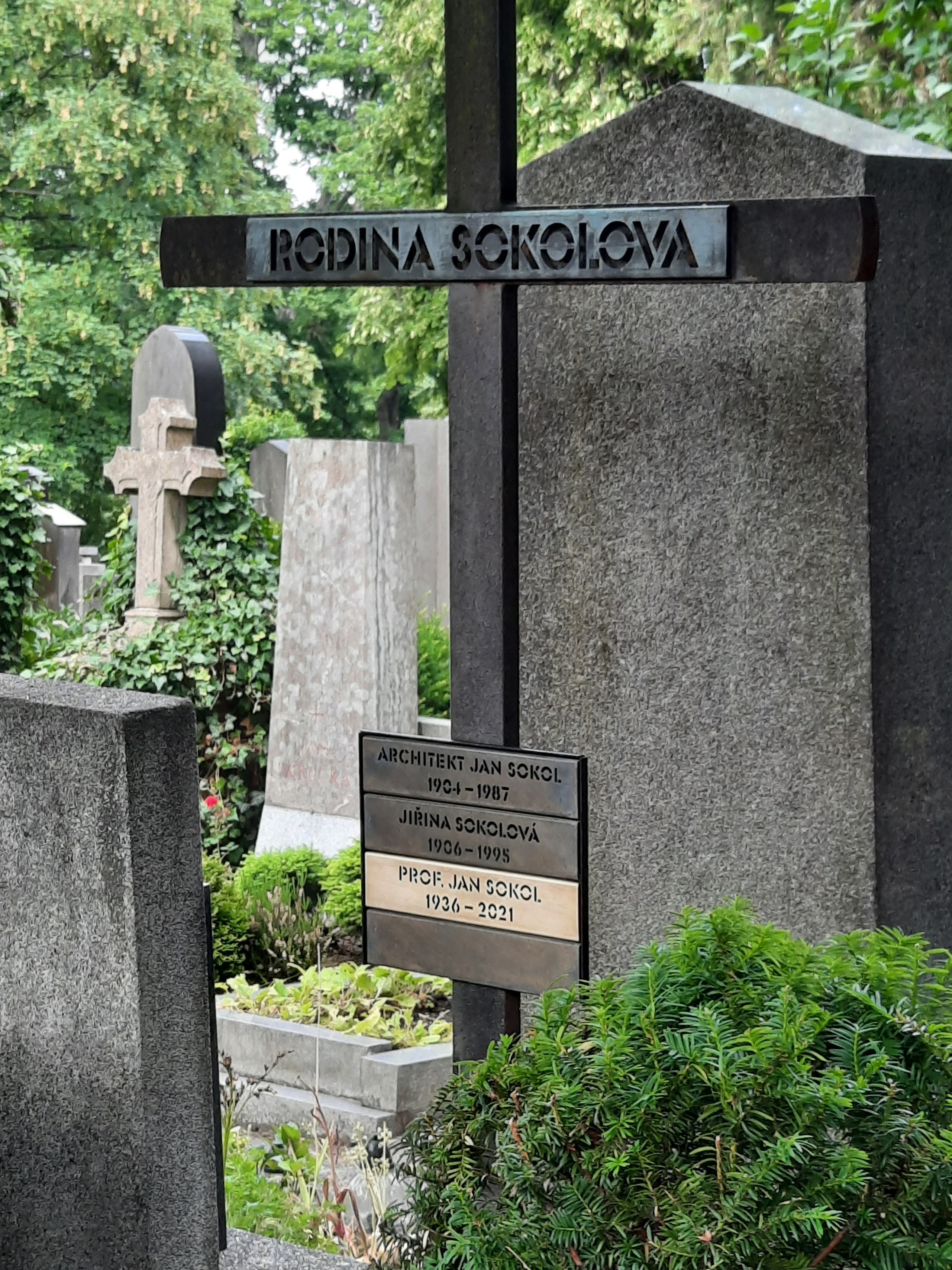
Rodina Sokolova